# توم هينتون
توم هينتون (بالإنجليزية: Tom Hinton)‏ هو لاعب كرة القدم الكندية أمريكي، ولد في 1936 في روستون في الولايات المتحدة.